# Bełwin
Bełwin (ukr. Бовино) – wieś w Polsce położona w województwie podkarpackim, w powiecie przemyskim, w gminie Przemyśl.

## Części wsi
| SIMC    | Nazwa               | Rodzaj     |
| ------- | ------------------- | ---------- |
| 0608641 | Chałupki Bełwińskie | przysiółek |

## Położenie geograficzne
Wieś Bełwin położona jest 300 m nad poziomem morza, na wzgórzu i w dolinie potoku Łętowianka. Swe przepiękne położenie pomiędzy lasami zawdzięcza wzgórzu, na którym znajduje się większość zabudowań. Podziwiać można otaczające wieś lasy i dolinę potoku. Największym wzniesieniem na zachód od wsi jest góra Karczmarowa (407 m), a na północ grzbiet oddzielający Bełwin od wsi Maćkowic, który dochodzi do (394 m). Bełwin sąsiaduje z obrzeżami wsi leżącymi za otaczającami ja lasami. I tak na północny zachód z Wolą Maćkowską, na północny wschód z przysiółkiem wsi Maćkowice Zagrody, a dalej z przysiółkami wsi Ujkowice Wołosówka, a na wschód – Pod Łętownią, na południowy wschód z wsią Łętownia, a na południe z wsią Wapowce. Na zachód od wsi rozciąga się duży kompleks lasów.
Wieś dzieli się na kilka części, które w połowie XIX wieku posiadały oddzielne nazwy: Brzegolina, Na Chałupkach, Pod Oblaski, Sobotówka, Strytenyce, Tarnawa.

## Pochodzenie nazwy wsi
Wioska powstała na przełomie XVI i XVII wieku, po wykupieniu klucza żurawickiego przez rodzinę Lubomirskich. Pierwotną nazwę – Lubomierz, przyjęło od rodowej siedziby Lubomirskich – Lubomierza w pow. bocheńskim. W 1612 nastąpiło prawne uregulowanie granic pomiędzy nowo powstałą wioską a sąsiednimi wioskami Łętownią i Ujkowicami. Nazwę wsi odnotowano także w 1628 roku w rejestrze poborowym ziemi przemyskiej. W roku 1657 występuje nazwa Bełgina, w roku 1724 występuje przekształcona nazwa wsi – Bełwin, a w roku 1851 obok nazwy Bełwin występuje nazwa ruska-ukraińska Bowyno, którą spotykamy w okresie późniejszym w literaturze i publikacjach ukraińskich. Rekonstruowana forma historyczna nazwy wsi brzmi z polska Bełżyna, a z ukraińska Bołhina, co oznacza (od czasownika bowkaty- bołkati, gadać, paplać; polskie bełkotać-bełgotać) hałaśliwą rzekę od wskazanego czasownika. Łętowianka jest potokiem-rzeką górską o dużym spadku i kamienistym dnie, co powoduje szum przepływającej wody.Jeszcze inne pochodzenie nazwy wsi podaje legenda, która mówi iż w czasie najazdów Tatarów ówczesna ludność wsi i miast uciekała na zachód lub kryła się w lasach, aby uchronić się przed jasyrem (niewolą tatarską). Tereny te były słabo zaludnione, a nieliczne osady leżały nad większymi rzekami lub przy szlakach handlowych. Górzyste okolice Przemyśla były zalesione, a z uwagi na brak dróg mogły stanowić schronienie dla ludności. Według podania, w czasie najazdu Tatarów jeden z gospodarzy z wsi Maćkowice nazwiskiem Bełwin skrył się wraz z rodziną w okolicznych mało dostępnych lasach. Po opuszczeniu tych terenów przez Tatarów, nie wrócił już do Maćkowic, lecz wykarczował tyle lasu, aby uzyskane w ten sposób pole mogło zapewnić utrzymanie jego rodzinie. Wybudował też dom i zabudowania gospodarcze. Wybrane przez Bełwina miejsce na założenie gospodarstwa było bezpieczne z uwagi na brak dróg do okolicznych wsi. Gęste lasy otaczające jego siedzibę, poprzecinane jarami i płynący dołem potok dostarczający bydłu wody, stwarzały dobre warunki utrzymania rodziny i zapewniały jej bezpieczeństwo. Z czasem rodzina powiększyła się. Powstały dalsze gospodarstwa. Rozrastająca się osada przekształciła się stopniowo w wieś. Stanowiła też bezpieczne miejsce w czasie najazdów tatarskich, tureckich i kozackich. Otaczające Bełwin lasy dawały potrzebny budulec, drewno na opał, stwarzały możliwość łowów, zbioru jagód i grzybów, a rzeka – połowu ryb. Tyle mówi legenda o powstaniu wsi i jej rzekomym założycielu Bełwinie, od którego nazwiska wywodzi się podobno nazwa wsi.

## Historia
Wieś, położona w powiecie przemyskim, była własnością Stanisława Karola Antoniego Fredry, została spustoszona w czasie najazdu tatarskiego w 1672 roku. W 1898 roku wieś od Ignacego Dembowskiego nabył książę Władysław Sapieha za 88.000 złr.

## Transport
Do miasta Przemyśl kursują linie autobusowe nr 1,11,36